# Toros Roslin
Toros Roslin (Armeens: Թորոս Ռոսլին) (circa 1210/16 – 1270) was een Armeens kunstenaar die actief was in de boekverluchting. Hij wordt door de kunsthistorici gezien als de meest vooraanstaande boekillustrator uit de geschiedenis van Armenië. Via colofons die hij naliet in zeven manuscripten, weten we dat hij (gedocumenteerd) actief was tussen 1256 en 1268.

## Biografie

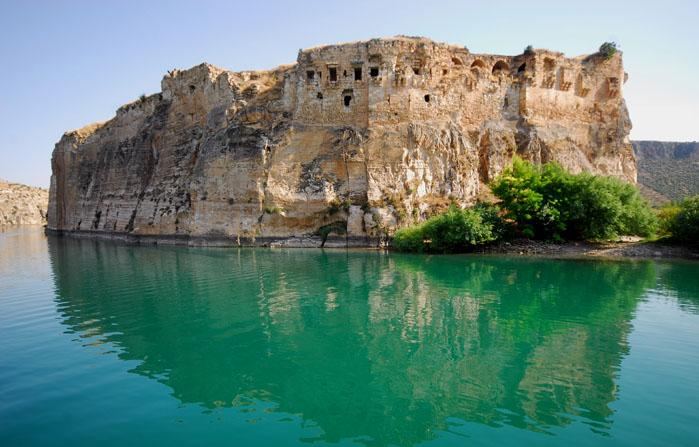
Ruines van de burcht van Hromkla waar Roslin werkte.

Over zijn leven is weinig of niets geweten. Hij werkte in het scriptorium van Hromkga (Rumkale), dat het belangrijkste artistieke centrum van het Cilicisch-Armenië werd onder het bewind van katholikos Constantijn I van Bardzabertsi (1221-1267). Hij verzorgde daarnaast ook opdrachten voor koning Hethum I van Armenië, diens vrouw Isabella van Armenië en hun kinderen, in het bijzonder voor prins Levon (Leo), die later zijn vader zou opvolgen als Leo III van Armenië.
Noch zijn geboortedatum noch zijn sterfdatum zijn gedocumenteerd. Sommigen hebben getracht zijn geboortedatum af te leiden van de data van zijn vroegste gesigneerd werk in 1256 of van het approximatief op 1250 gedateerde portret van prins Levon en de ‘normale’ periode voor opleiding en vestiging van een zelfstandig atelier, en komen op die wijze tot een geboortedatum van 1210 tot 1216. Het hoeft geen betoog dat dit vrij hypothetisch is. De sterfdatum van 1270 is afgeleid van het feit dat hij de opdracht voor het evangelieboek van prins Vasak (Washington, Freer Gallery of Art, no 32.18) zou gekregen hebben na diens terugkeer uit Egypte op 24 juni 1268.
In colofons duidde hij zichzelf aan als "Toros makanun Roslin", waarbij 'makanun' 'achternaam' in het Oud-Armeens betekent. Het gebruik van "Toros met de achternaam Roslin" is voor wetenschappers reden om aan te nemen dat hij van adellijke afkomst is geweest, omdat in de middeleeuwen in Armenië alleen de adel een achternaam voerde. Daarbij komt 'Roslin' niet voor in de Armeense adel, waaruit geconcludeerd wordt dat zijn herkomst buiten Armenië gelegen moet zijn. Een mogelijke link wijst volgens hoogleraar Levon Chookaszian naar het geslacht Sinclair uit Roslin in Schotland, dat betrokken was bij Kruistochten in deze regio en meer bepaald naar Henry St. Clair die in 1096 Godfried van Bouillon vergezelde op de Eerste Kruistocht. Ook dit is een hypothese waarvoor geen documentatie voorhanden is.
Uit de colofon in het evangelieboek van 1260 (Jerusalem, Patriarchate library, No. 251), blijkt dat Toros een zoon had. Hieruit wordt afgeleid dat, gezien het werk dat hij maakte, hij mogelijk een priester was en zeker geen monnik. In een van zijn colofons vroeg hij zijn lezers te willen bidden voor zijn broer Anton en voor zijn leraren, waarna hij de scribent Kirakos vernoemde, Kirakos was dus misschien zijn leraar.

## Stijl

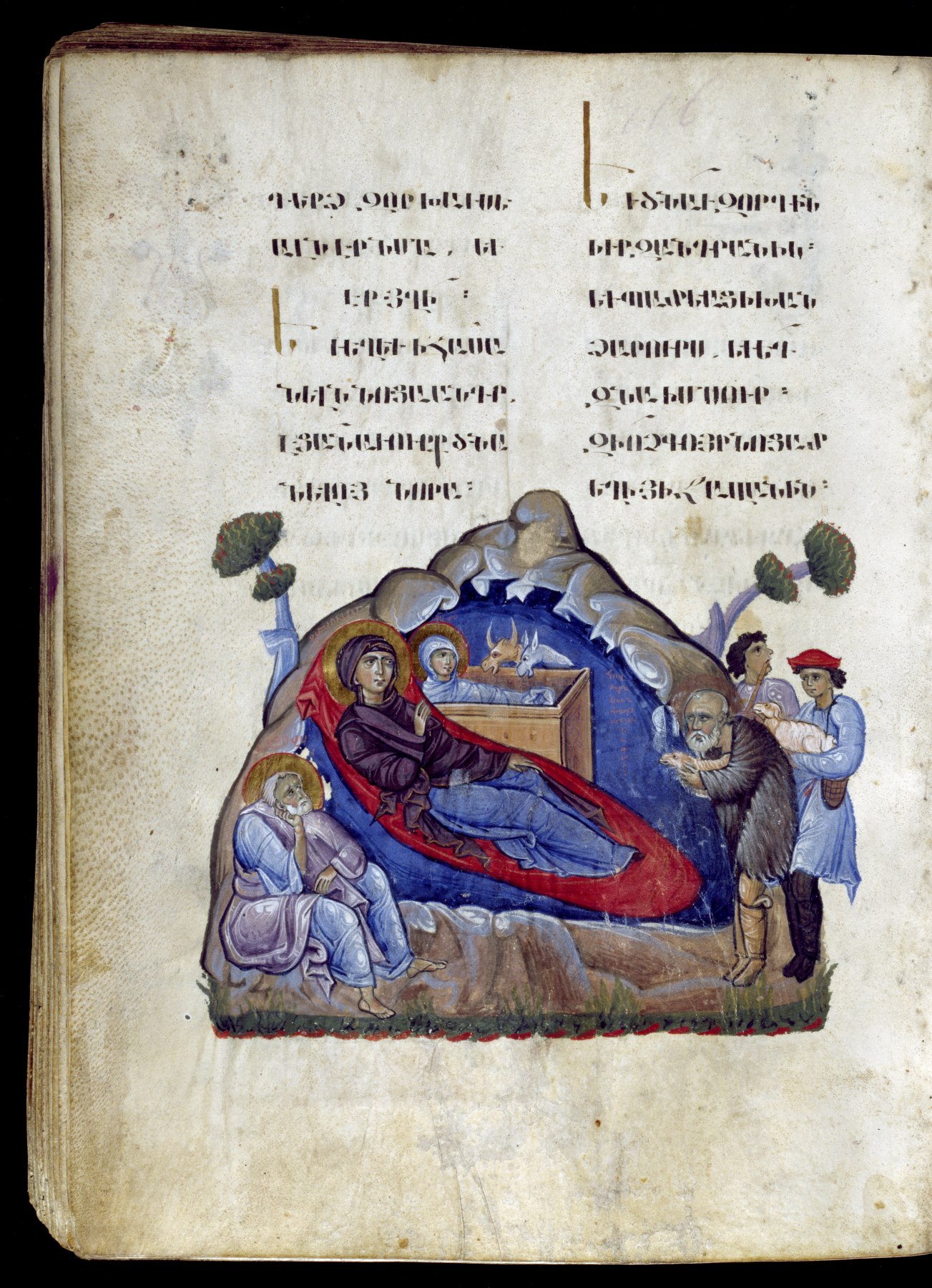
evangelie van Sebastia, 1262, W 539, het kerstgebeuren.

De artistieke erfenis van Toros Roslin opende een nieuw tijdperk in de geschiedenis van de Armeense miniatuurschildering. Hij was goed bekend met de Byzantijnse en Romeinse kunst, en creëerde werken waarin zowel nationale Armeense traditie als de Byzantijnse en westerse verworvenheden tot een nieuwe stijl versmolten werden. De menselijke figuren in zijn miniaturen zijn zeer levendig afgebeeld. Hij schildert personages wier expressie en houding aansluit bij hun bezigheid, stille observatie, meditatie, verdriet, vreugde, actieve conversatie en articulatie. Spirituele schoonheid en diepe genade doordringen de gezichten. Zijn aanpak van de verluchting vrij onconventioneel voor zijn tijd: zijn miniaturen beslaan soms het volledige blad, dan weer slechts een deel ervan en op andere bladzijden worden ze geplaatst in de tekst zelf, maar steeds in perfecte harmonie met het geheel van de decoratie.

## Werken

### Gesigneerd door Toros Roslin
Er zijn vandaag zeven manuscripten bewaard waarin Toros Roslin zichzelf als schrijver van het manuscript bekend maakt. Twee ervan worden bewaard in het Matenadaran in Jerevan en vier ervan maken deel uit van de verzameling van het Armeense patriarchaat in Jeruzalem. Het laatste bevindt zich in The Walters Art Museum in Baltimore. Behalve daar waar anders vermeld wordt, werden al deze manuscripten niet alleen verlucht maar ook geschreven door Toros Roslin.

#### Walters
- Evangelie van Sebastia, 1262, W 539, gemaakt voor een priester, Toros genoemd, de neef van katholikos Constantijn I van Bardzabertsi. Het manuscript, geschreven in uncialen, is het meest rijkelijk verluchte van alle gesigneerde werken van Toros.[7][8]

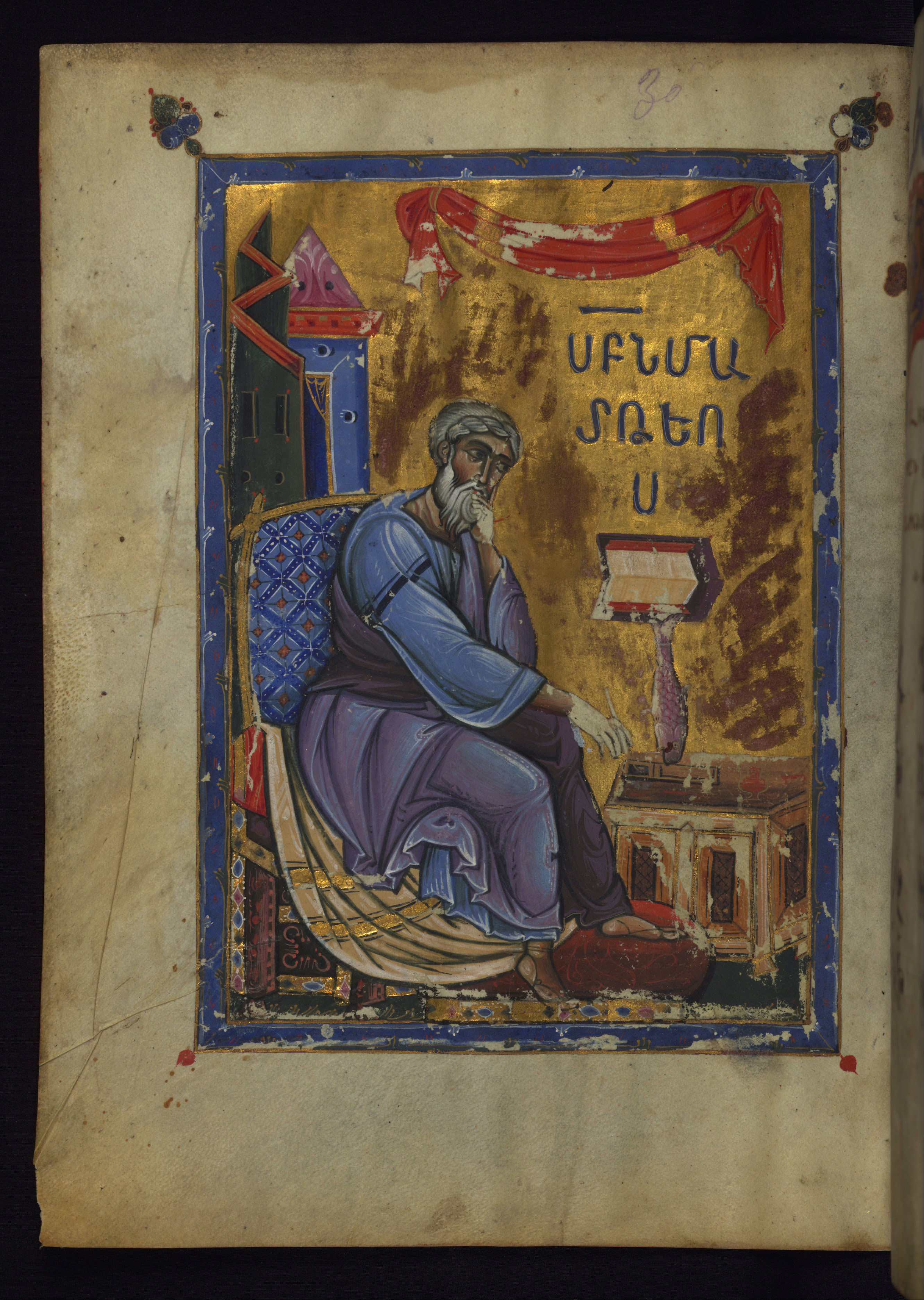
evangelie van Sebastia, 1262, W 539, de evangelist Mattheus
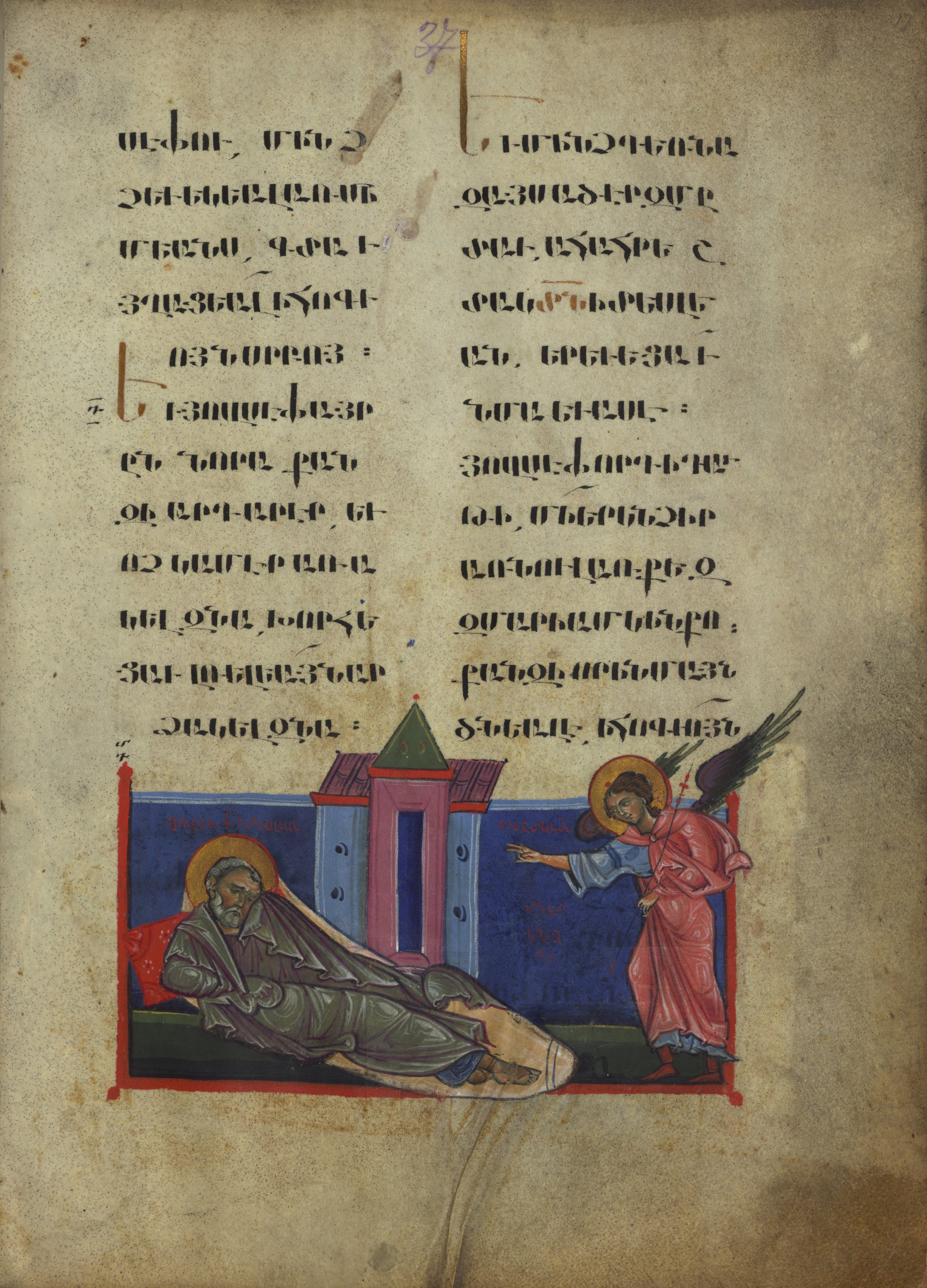
evangelie van Sebastia, 1262, W 539, Jozefs droom
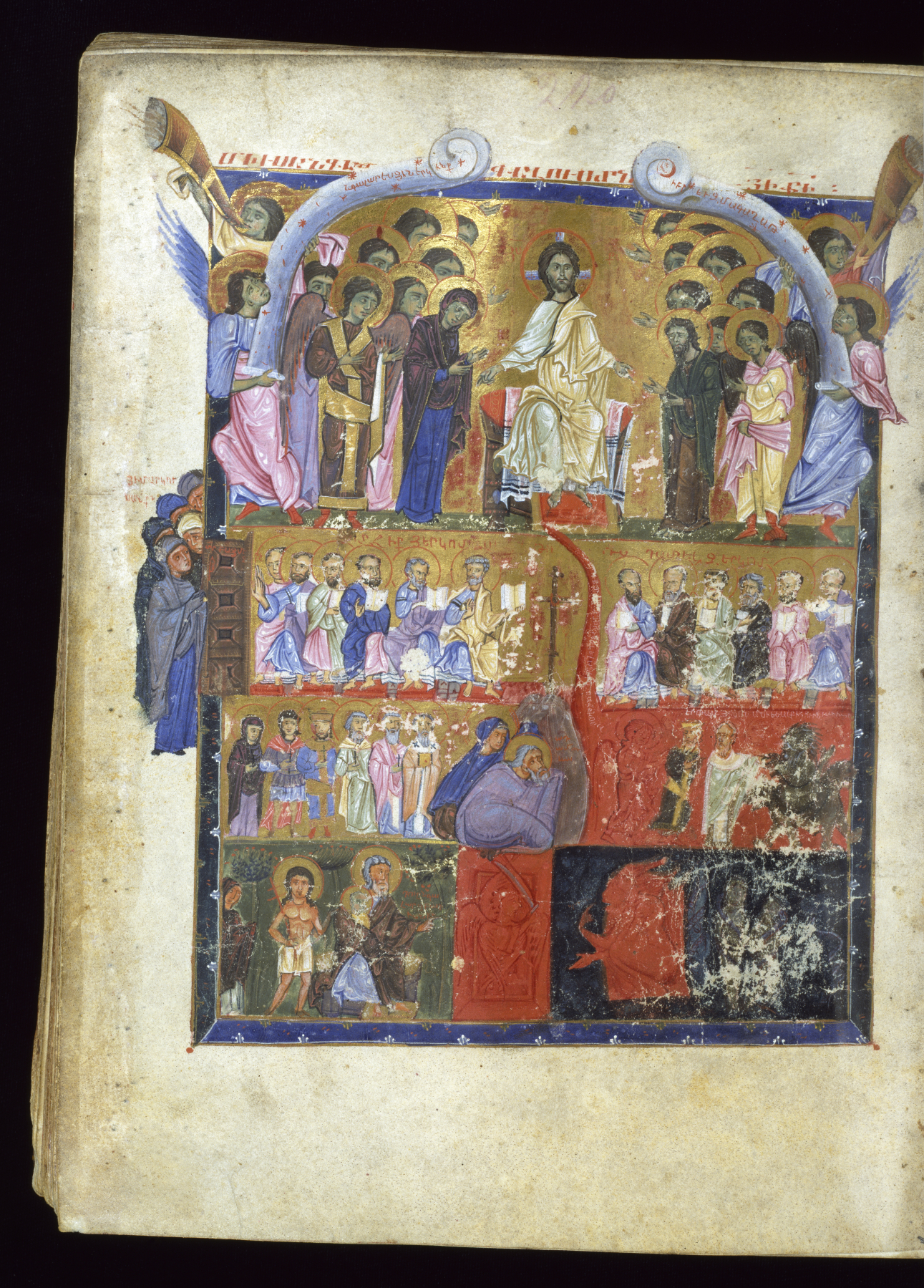
evangelie van Sebastia, 1262, W 539, Laatste oordeel

#### Jerevan
- Evangelie van Zeytun (1256), MS 10450, een opdracht van katholikos Constantijn I van Bardzabertsi[9]
- Evangelie van Malatia (1267-1268), MS 10675, eveneens besteld door katholikos Constantijn I als een geschenk voor prins Hethum, de zoon van Levon en Keran.[4][10]

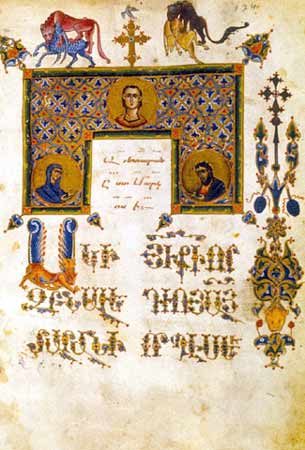
Incipit van het Evangelie volgens Marcus, evangelie van Zeytun, 1256.
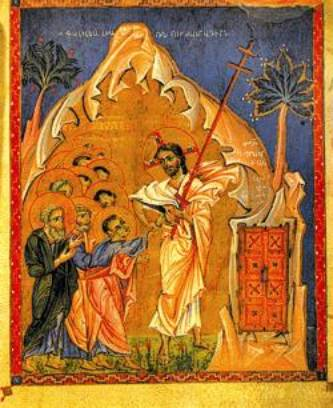
De ongelovige Thomas, evangelie van Malatia, 1268 (Ms. 10675).
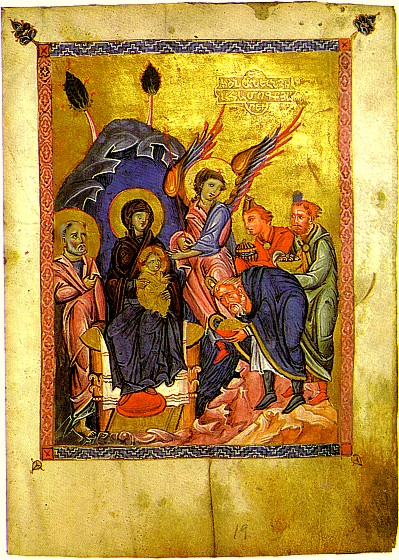
Geboorte van Christus, evangelie van Malatia, 1268 (Ms. 10675).
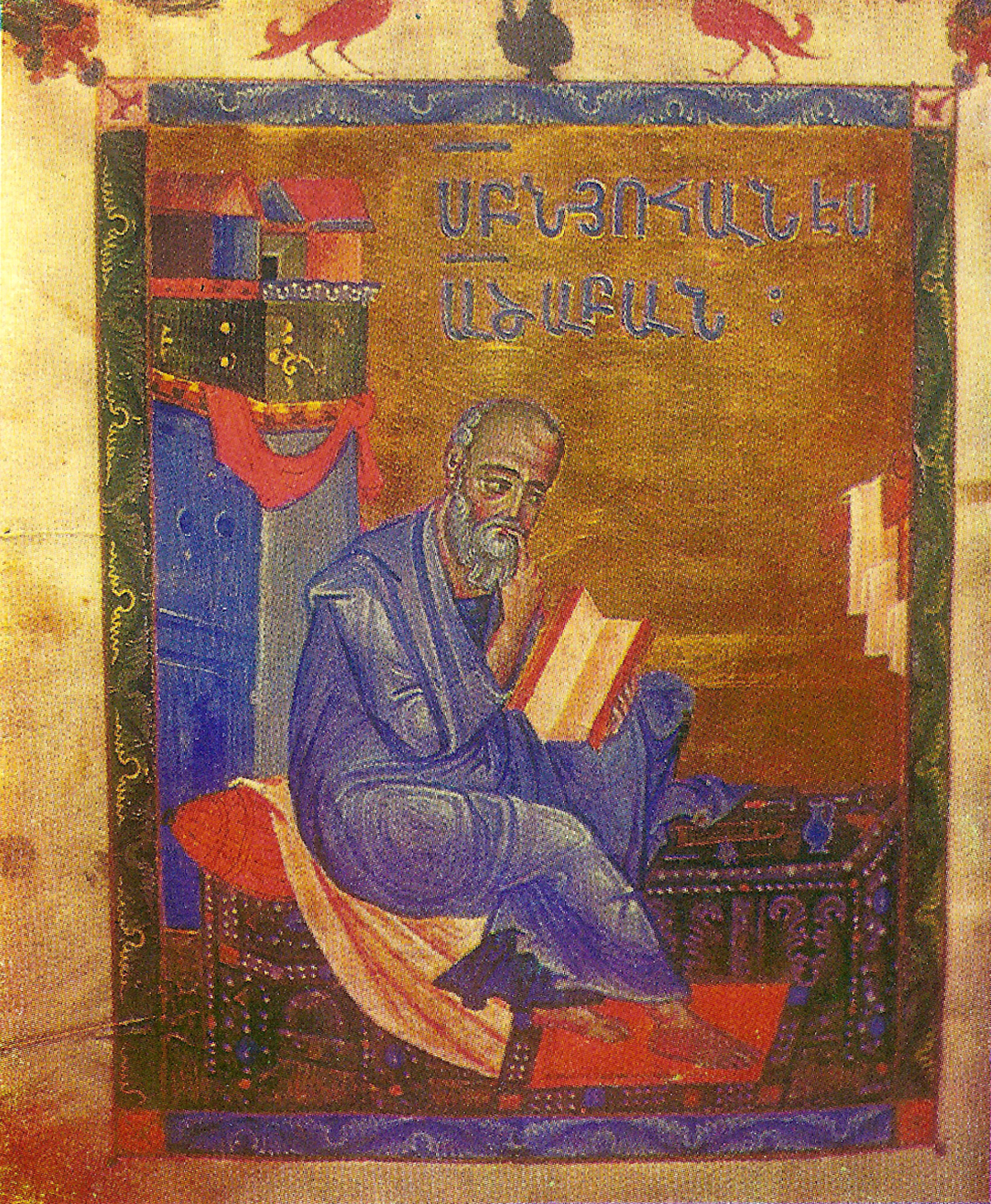
Evangelist Johannes, evangelie van Malatia, 1268 (Ms. 10675).

#### Jeruzalem
- Evangelieboek 1260, MS 251, een opdracht van katholikos Constantijn I van Bardzabertsi[11]
- Evangelieboek 1262, MS 2660, een opdracht van prins Levon. Dit boek werd niet geschreven door Toros, maar door de scribent Avetis, waarschijnlijk omdat Toros nog bezig was met het evangelieboek bewaard bij Walters.[7][12]
- Evangelieboek 1265, MS 1956, gemaakt in opdracht van Keran, de dochter van Constantijn van Lampron[13]
- Rituaal van Masjtots, 1266, MS 2027, besteld door bisschop Vardan van Hromkla; gekopieerd te Sis door een priester Avetik en geïllustreerd in Hromkla door Toros Roslin.[14][15]

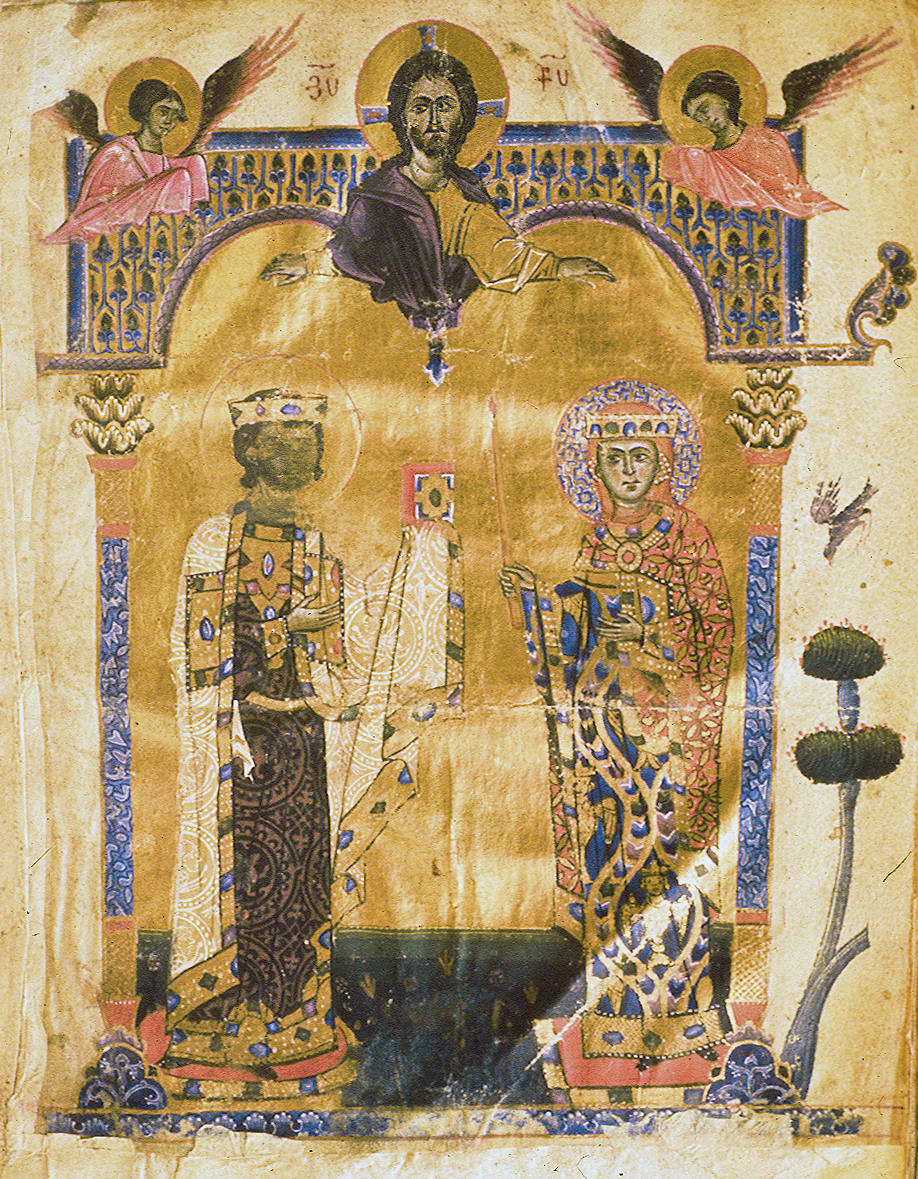
Levon en zijn echtgenote Keran, 1262, evangelie (Ms. 2660).
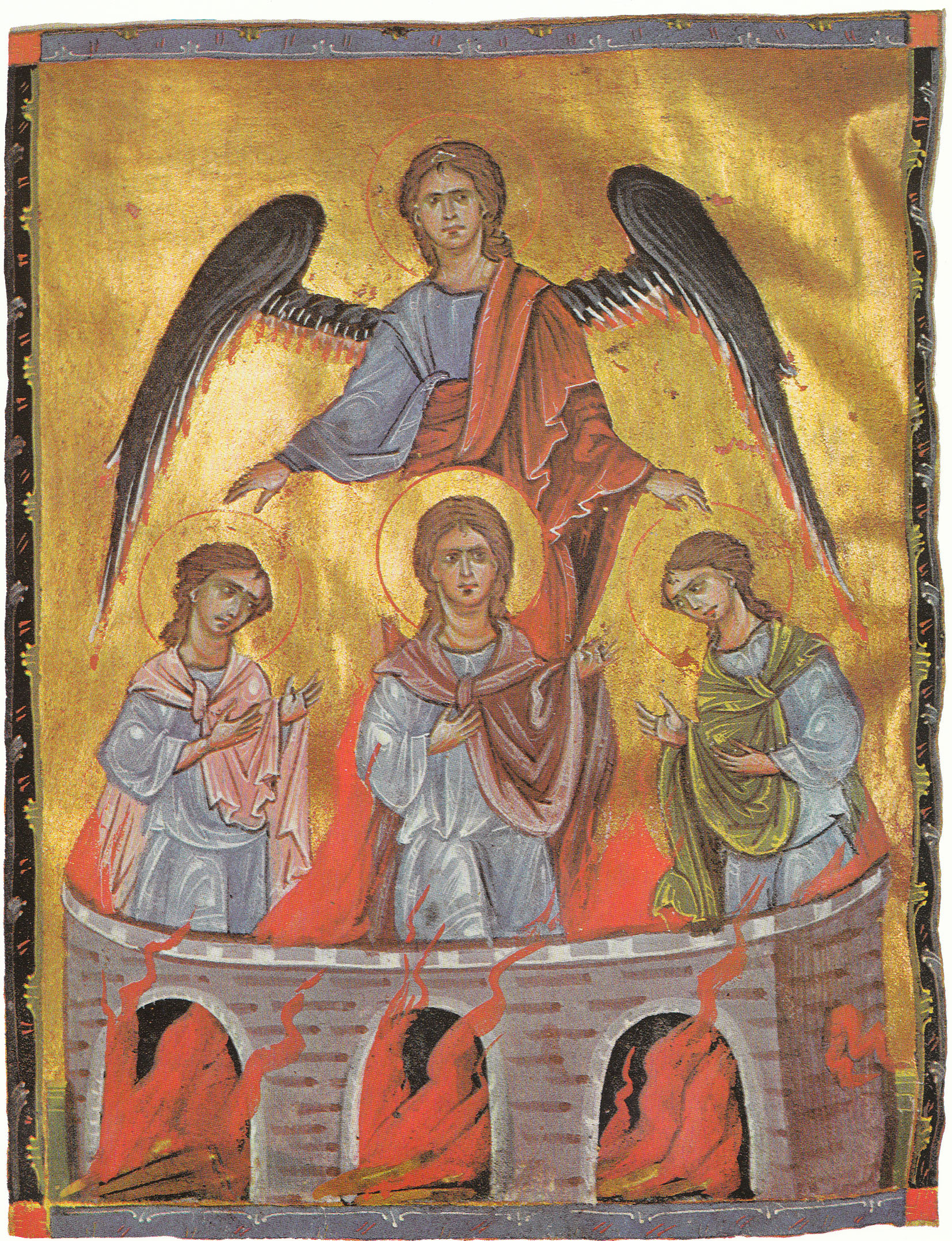
De drie jongelingen in de vurige oven, 1266, rituaal Machtots (Ms. 2027, fol. 14 V.).
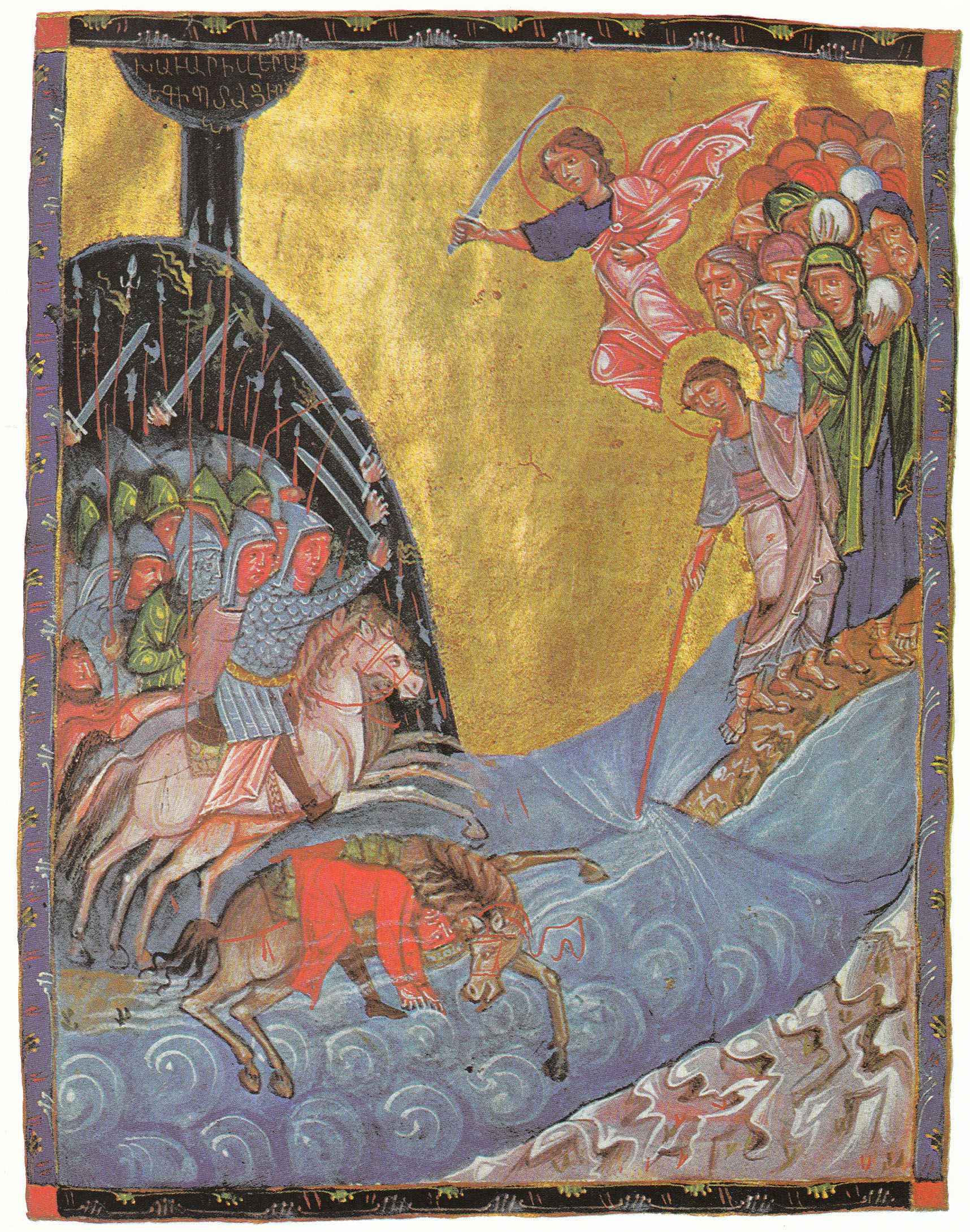
Het oversteken van de Rode Zee, 1266, rituaal Machtots (Ms. 2027).

### Toegeschreven werken
Naast de werken die een colofon van Toros Roslin bevatten zijn er nog drie andere werken die geen of geen volledige colofon bevatten, aan Toros worden toegeschreven.

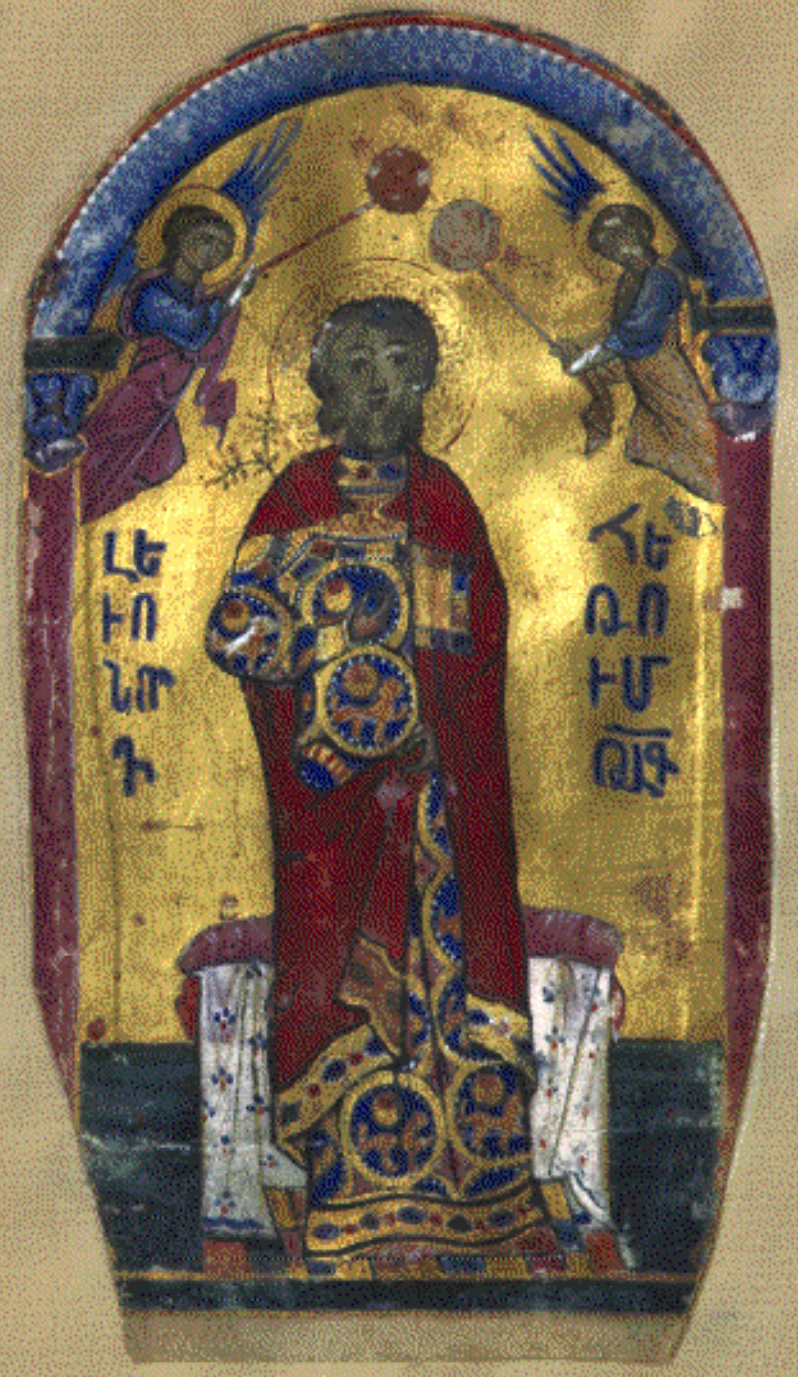
Matenadaran Ms. 8321, portret van prins Levon

Het eerste werd besteld door katholikos Constantijn I voor zijn petekind prins Levon, de zoon van Hethum I. Het handschrift is fragmentair bewaard gebleven; het bevond zich eerst in Nor Nakhitchevan (vandaag een deel van Rostov aan de Don, nu wordt het bewaard in het Matenadaran in Jerevan als codex 8321. Het portret van Levon werd accidenteel ingebonden in MS 7690, maar werd later terug op zijn originele plaats in 8321 toegevoegd. Ook de canon tabellen werden terug aan het handschrift toegevoegd. Het portret van Levon, toont de prins op jonge leeftijd en rekenend met zijn geboortedatim van 1236 wordt het handschrift gedateerd op circa 1250. Het werk wordt aan Roslin toegeschreven omdat de bewaarde miniaturen stilistisch veel dichter bij zijn werk staan dan bij dat van andere miniaturisten.
Ook Jerevan Matenadaran Ms. 5458 wordt aan Roslin toegeschreven. Van dit manuscript is eveneens slechts een fragment van het origineel bewaard gebleven. Het bestaat uit achtendertig perkamenten folia van het Evangelie van Johannes die ingebonden werden in een papieren handschrift van de 14e eeuw. Het fragment werd gered door een priester Hovhannes die in zijn colofon schrijft dat hij “de koninklijke gedenkenis” wou redden van de ongelovigen. Die “koninklijke gedenkenis” is een deel van het originele colofon waaruit blijkt dat het manuscript geschreven werd in Hromgla in 1266 onder katholikos Constantijn I in opdracht van de godsvruchtige en godminnende koning. Het vervolg ontbrak, maar werd teruggevonden in fragmenten bewaard als Matenadaran 1454, waaruit bleek dat het om koning Hethum ging. De scribent is niet vermeld, maar het unciale schrift is identiek aan dat in Walters 539 en de margeversiering is vrij similair. Er zijn slechts twee miniaturen bewaard, waarvan een in de richting van een assistent wijst maar de tweede duidelijk van Roslin is.
Het derde manuscript dat toegewezen wordt aan Toros Roslin is het Freer 32.18, bewaard in de Freer Gallery of Art in Washington D.C.. De colofon van dit handschrift is verloren, maar de naam van prins Vasak, een jongere halfbroer van Hethum, wordt een aantal keer vermeld en hij was dus waarschijnlijk de sponsor. Ook in dit handschrift komt het unciaalschrift en de versiering overeen met die van MS 539 en MS 5458. Het werk is van de hand van Roslin maar er zijn duidelijk ook assistenten bij betrokken geweest.

## Weblinks
- Évangiles de Toros Roslin online raadplegen op de Bibliothèque numérique mondiale.

- Gemeinsame Normdatei: 123908051
- International Standard Name Identifier: 0000 0000 2208 0997
- Library of Congress Control Number: n79068177
- Nationale Bibliotheek van Israël: 987007403537805171
- Virtual International Authority File: 932892
- WorldCat: E39PBJdh6hwJRvKF83bybYQ6rq